# 최병임
최병임(1977년 9월 13일 ~ )은 대한민국의 개그맨이다.

## 출연 작품
- 코미디하우스 (MBC)
- 웃으면 복이와요 (MBC)